# 아메라시안
아메라시안(AmerAsian, ←American + Asian)은 본래 백인 미군 남성과 아시아인의 혼혈을 말하는 말이었다. 오늘날에는 백인 미국인과 아시아인의 혼혈을 가리키기도 한다. 아시아에서 대한민국, 일본, 남베트남, 필리핀등에 미군이 주둔하면서 아메라시안 아이들이 발생하였고 특히 아버지가 아프리카계 미국인인 경우에 더 큰 차별을 받았다.

## 같이 보기
- 아프로아시안
- 유라시안
- 인순이
- 하인스 워드